# Gertschiola
Gertschiola là một chi nhện trong họ Pholcidae.

## Các loài
Các loài trong chi này gồm:
- Gertschiola macrostyla (Mello-Leitão, 1941)
- Gertschiola neuquena Huber, 2000